# КАФ
Афричка фудбалска конфедерација (фр. Confédération africaine de football, енгл. Confederation of African Football), позната по свом акрониму КАФ (од франц. и енгл. CAF), је једна од шест фудбалских конфедерација на свету. Организација је основана 1957. године у Картуму. Седиште КАФ-а је у Каиру (Египат).
Оснивачком конгресу присуствовали су представници Египта, Етиопије, Судана и Јужноафричке Републике, која је те године суспендована због апартхејда. Седиште
је у Каиру (Египат).
Повећањем броја независних држава у Африци, повећавао се и број чланова Конфедерације. Данас их има 54.
У надлежности Конфедерације су такмичења:
- репрезентације

Афрички куп нација
Афричко првенство нација
Афричко првенство јуниори - U-17,
Афричко првенство у фудбалу за жене,
Афричко првенство за јуниорке - U-19,
Афричко првенство у малом фудбалу,
КАФ првенство у фудбалу на песку,
Афричке игре
- клубова

КАФ Лига шампиона
КАФ Куп Конфедерације
КАФ Куп Супер куп
КАФ Лига шампиона за жене

## Председници КАФ
1957—1958:  Египат Абдулазиз Абдулах Салем
1958—1968:  Египат Абдулазиз Мустафа
1986—1972: / Абдел Халим Мухамед
1972—1987:  Етиопија Идне Качвеј Тесема
1987—1988: / Абдел Халим Мухамед
1988—2017:  Камерун Иса Хајату
2017-2020:  Мадагаскар Ахмад Ахмад
2020-2021:  Демократска Република Конго Констант Омари (председавајући)
2021:  Мадагаскар Ахмад Ахмад
2021-:  Јужноафричка Република Патрис Мотсепе

## Чланице КАФ (54)
| бр. | Земље афричке зоне         | Национална федерација | Национална репрезентација           | Национално првенство | Национални куп     |
| 1.  | Алжир                      | ФАФ                   | М. репрезентација ж. репрезентација | Прва лига            | Куп                |
| 2.  | Ангола                     | ФАФ                   | М. репрезентација ж. репрезентација | Прва лига            | Куп                |
| 3.  | Бенин                      | ФБФ                   | м. репрезентација ж. репрезентација | Првенство            | Куп                |
| 4.  | Боцвана                    | БФА                   | м. репрезентација                   | Првенство            | Куп                |
| 5.  | Буркина Фасо               | ФБФ                   | м. репрезентација                   | Првенство            | Куп                |
| 6.  | Бурунди                    | ФФБ                   | м. репрезентација                   | Првенство            | Куп                |
| 7.  | Габон                      | ФАГЕФООТ              | м. репрезентација                   | Првенство            | Куп                |
| 8.  | Гамбија                    | ГФА                   | м. репрезентација                   | Првенство            | Куп                |
| 9.  | Гана                       | ГФА                   | м. репрезентација ж. репрезентација | Првенство            | Куп                |
| 10. | Гвинеја                    | ФГФ                   | м. репрезентација                   | Првенство            | Куп                |
| 11. | Гвинеја Бисао              | ФФГБ                  | м. репрезентација                   | Првенство            | Куп                |
| 12. | Египат                     | ЕФА                   | м. репрезентација                   | Првенство            | Куп                |
| 13. | Еритреја                   | ЕНФФ                  | м. репрезентација                   | Првенство            | нема куп такмичење |
| 14. | Етиопија                   | ЕФФ                   | м. репрезентација                   | Првенство            | Куп                |
| 15. | Екваторијална Гвинеја      | ГФА                   | м. репрезентација                   | Првенство            | Куп                |
| 16. | Замбија                    | ФАЗ                   | м. репрезентација                   | Првенство            | Куп                |
| 17. | Зеленортска Острва         | ФКФ                   | м. репрезентација                   | Првенство            | нема куп такмичење |
| 18. | Зимбабве                   | ЗИФА                  | м. репрезентација                   | Првенство            | Куп                |
| 19. | Јужна Африка               | САФА                  | М. репрезентација ж. репрезентација | Прва лига            | Куп                |
| 20. | Камерун                    | ФЕКАФОТ               | м. репрезентација ж. репрезентација | Првенство            | Куп                |
| 21. | Кенија                     | КФФ                   | м. репрезентација ж. репрезентација | Првенство            | Куп                |
| 22. | Комори                     | ФФК                   | м. репрезентација                   | Прва лига            | Куп                |
| 23. | Конго                      | ФЕКОФООТ              | м. репрезентација ж. репрезентација | Прва лига            | Куп                |
| 24. | ДР Конго                   | ФЕКОФА                | м. репрезентација                   | Прва лига            | Куп                |
| 25. | Лесото                     | ЛЕФА                  | м. репрезентација                   | Првенство            | Куп                |
| 26. | Либерија                   | ЛФА                   | м. репрезентација                   | Првенство            | Куп                |
| 27. | Либија                     | ЛФФ                   | м. репрезентација                   | Првенство            | Куп                |
| 28. | Мадагаскар                 | ФМФ                   | м. репрезентација                   | Првенство            | Куп                |
| 29. | Малави                     | ФАМ                   | м. репрезентација                   | Првенство            | нема куп такмичење |
| 30. | Мали                       | ФМФ                   | м. репрезентација                   | Првенство            | Куп                |
| 31. | Мауританија                | ФФРИМ                 | м. репрезентација                   | Првенство            | Куп                |
| 32. | Мароко                     | ФРМФ                  | м. репрезентација ж. репрезентација | Првенство            | Куп                |
| 33. | Маурицијус                 | МФА                   | м. репрезентација                   | Првенство            | Куп                |
| 34. | Мозамбик                   | ФМФ                   | м. репрезентација                   | Првенство            | Куп                |
| 35. | Намибија                   | НФА                   | м. репрезентација                   | Првенство            | Куп                |
| 36. | Нигер                      | ФЕНИФООТ              | м. репрезентација                   | Првенство            | Куп                |
| 37. | Нигерија                   | НФА                   | м. репрезентација ж. репрезентација | Првенство            | Куп                |
| 38. | Обала Слоноваче            | ФИФ                   | м. репрезентација ж. репрезентација | Првенство            | Куп                |
| 39. | Реинион                    | ЛРФ                   | м. репрезентација                   | Првенство            | Куп                |
| 40. | Руанда                     | ФЕРВАФА               | м. репрезентација                   | Првенство            | Куп                |
| 41. | Сао Томе и Принсипе        | ФСФ                   | м. репрезентација                   | Првенство            | Куп                |
| 42. | Сенегал                    | ФСФ                   | м. репрезентација                   | Првенство            | Куп                |
| 43. | Сејшели                    | СФФ                   | м. репрезентација                   | Првенство            | Куп                |
| 44. | Сијера Леоне               | СЛАФА                 | м. репрезентација                   | Првенство            | Куп                |
| 45. | Сомалија                   | ССФ                   | м. репрезентација                   | Првенство            | Куп                |
| 46. | Судан                      | СФА                   | м. репрезентација                   | Првенство            | Куп                |
| 47. | Свазиленд                  | НФАС                  | м. репрезентација                   | Првенство            | Куп                |
| 48. | Танзанија                  | ФАТ                   | м. репрезентација                   | Првенство            | Куп                |
| 49. | Того                       | ФТФ                   | м. репрезентација                   | Првенство            | Куп                |
| 50. | Тунис                      | ФТФ                   | м. репрезентација ж. репрезентација | Првенство            | Куп                |
| 51. | Уганда                     | ФУФА                  | м. репрезентација                   | Првенство            | Куп                |
| 52. | Централноафричка Република | РЦА                   | м. репрезентација                   | Првенство            | нема куп такмичење |
| 53. | Чад                        | ФТФА                  | м. репрезентација                   | Првенство            | Куп                |
| 54. | Џибути                     | ФДФ                   | репрезентација                      | Првенство            | Куп                |

## Зоне КАФ
КАФ је подељена у 6 зона.
- Зона 1 (Север) : Алжир, Египат, Либија, Мароко и Тунис,
- Зона 2 (Исток-А) : Гамбија, Гвинеја, Гвинеја Бисао, Либерија, Мали, Мауританија, Сенегал, Сијера Леоне, Зеленортска Острва
- Зона 3 (Исток-Б): Бенин, Буркина Фасо, Гана, Нигер, Нигерија, Обала Слоноваче, Того,
- Зона 4 (Централна): Камерун, Конго, Габон, Гвинеја Бисао, ДР Конго, Сао Томе и Принципе, Централноафричка Република, Чад
- Зона 5 (Централна - Исток): Бурунди, Еритреја, Етиопија, Кенија, Руанда, Сомалија, Судан, Танзанија, Уганда, Џибути
- Зона 6 (Југ): Ангола, Боцвана, Јужноафричка Република, Комори, Лесото, Мадагаскар, Малави, Маурицијус, Мозамбик, Намибија, Сејшели, Свазиленд, Замбија, Зимбабве